# Gwendolyn Jones
Gwendolyn Jones es una mezzosoprano estadounidense con una carrera activa en conciertos y óperas desde finales de la década de 1960. De 1972 a 1980 fue artista residente de la Ópera de San Francisco y después ha sido una intérprete habitual de la Ópera de Nueva York y la Ópera de Nueva Orleans.

## Trayectoria
Nacida en Oklahoma, Jones estudió canto con Inez Lunsford Silberg en la Universidad de Oklahoma. En 1968 ganó las audiciones de la Ópera Metropolitana a la edad de 19 años En 1972 hizo su debut en la Ópera de San Francisco (SFO) como Wellgunde en Das Rheingold. Después apareció regularmente en la SFO durante los siguientes ocho años, interpretando papeles como Albine en Thaïs, Alisa en Lucia di Lammermoor, Anna en L'Africaine, la Charwoman en The Makropulos Affair, Clotilde en Norma, la Condesa Ceprano en Rigoletto, Curra en La Forza del Destino, Dryade en Ariadne auf Naxos, Emilia en Otello, Flora en La traviata, Flosshilde en Das Rheingold, Fyodor en Boris Godunov, Geneviève en Pelléas et Mélisande, Glasha en Káťa Kabanová, Isaura en Tancredi, Kate Pinkerton en Madama Butterfly, Laura en Luisa Miller, Mirinda en Ormindo, la segunda dama en La flauta mágica, Sextus en Giulio Cesare, Siebel en Fausto, Siegrune en Die Walküre, La voz de lo alto en Die Frau ohne Schatten, y Wowkle en La Fanciulla del West entre otros. Su última aparición en la OFS fue en 1980 como Rychtarka en Jenůfa.
En 1973, Jones cantó el papel de Wellgunde en Götterdämmerung con la Orquesta Sinfónica de Chicago bajo la dirección de Georg Solti en el Carnegie Hall. En 1976 interpretó a Tisbe en La Cenerentola en la Ópera de Seattle. En 1978 cantó varias canciones de Gustav Mahler en concierto con el Ballet de San Francisco en la Academia de Música de Brooklyn. En 1981 interpretó a la heroína en La Cenerentola de Rossini en la Ópera de Virginia. En 1982 interpretó a Nerillo en Ormindo en el Chamber Opera Theatre de Nueva York. En 1984 cantó Hedwige en Guillermo Tell con la Orquesta de la Ópera de Nueva York. Ese mismo año volvió a interpretar Nerillo en su debut en el Festival dei Due Mondi de Spoleto, Italia. En 1985 hizo su debut en la Pennsylvania Opera como Isabella en L'italiana in Algeri en el Walnut Street Theatre.
En 1988, Jones hizo su debut en la Ópera de Nueva York (NYCO) en el papel de Cherubino en Las bodas de Figaro; un papel que repitió con NYCO en 1993 y 1995. En 1994 apareció como Venus en el Tannhäuser en la Ópera de Nueva Orleans. En 1996 interpretó a Octavian en la producción de NYCO de Der Rosenkavalier. En 2000 y 2004 actuó como Marcellina en Las bodas de Figaro en la NYCO. En 2001 interpretó el papel de Alma March en la producción de la Gran Ópera de Houston de Mujercitas de Mark Adamo, que fue transmitida por Great Performances de la PBS. Repitió el papel de Alma March en la Central City Opera (CCO) en 2001, la Opera Pacific en 2001, la Opera de Omaha en 2002, la NYCO en 2003, la Opera de Delaware en 2008 y en la Pensacola Opera en 2011. También apareció en el CCO en 2001 como la reina Isabel I en Gloriana de Britten.
En 2001, Jones actuó en la Ópera de Nueva Orleans (NOO) como el compositor en Ariadne auf Naxos. Regresa a la NOO varias veces desde entonces, incluidas las actuaciones de Marcellina (2006), Berta en El barbero de Sevilla (2006), La Ciesca en Gianni Schicchi (2007), María en El holandés errante (2010), Herodías en Salomé ( 2012) y Suse Blunt en Der Vampyr de Heinrich Marschner (2013). En 2002 interpretó el papel principal en Carmen de Bizet en la Ópera de Nevada, y regresó en 2007 como Amneris en Aida . En 2004 apareció como la Madre en Hansel y Gretel en la Ópera de Utah. En 2005 interpretó a Augusta Tabor en The Ballad of Baby Doe en la Des Moines Metro Opera. En 2008 regresó a Des Moines para interpretar el papel principal en Regina de Blitzstein.